# Hōgon-ji
Pour les articles homonymes, voir Hōgon-ji (Matsuyama).

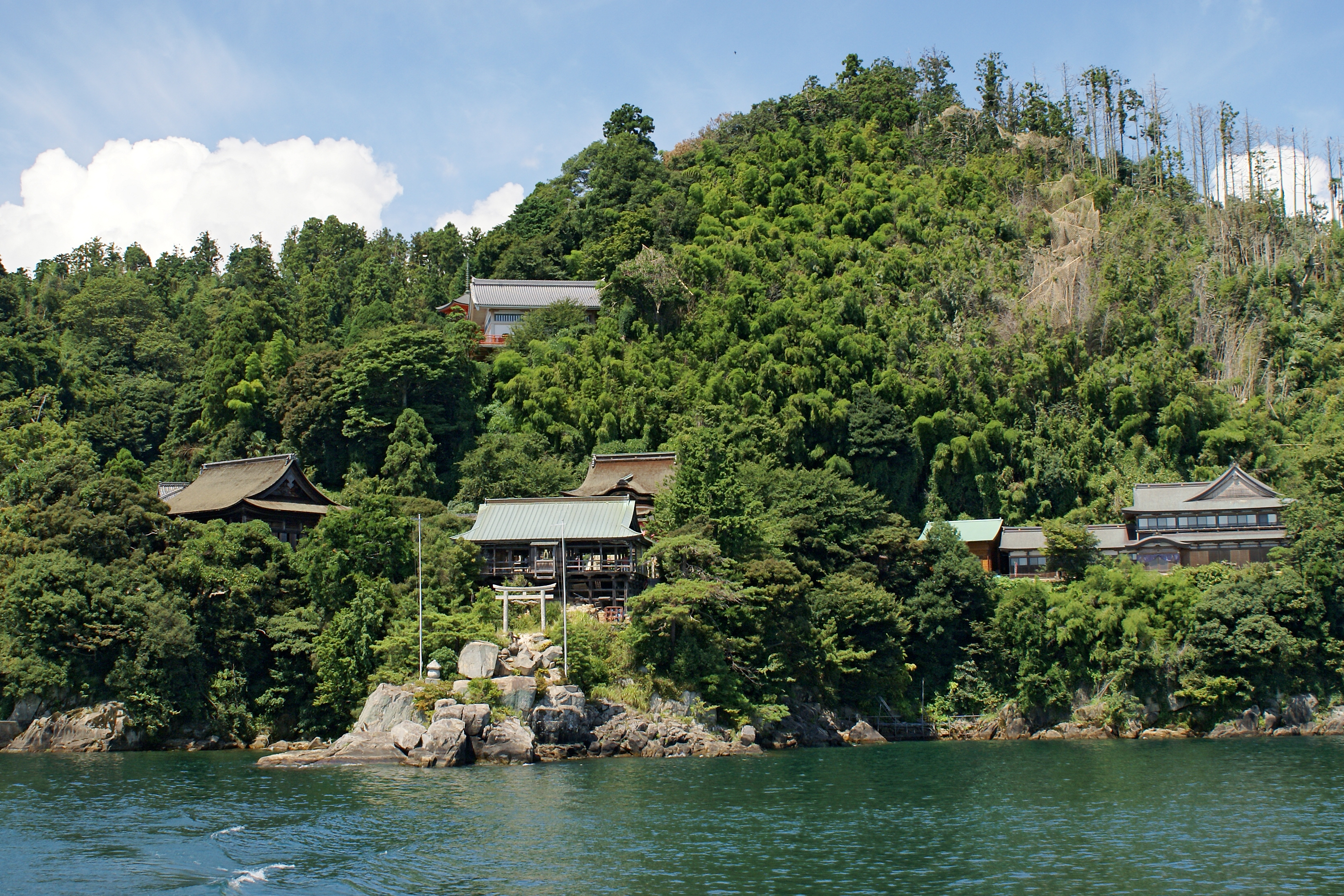
Le Hōgon-ji vu de la mer

Le Hōgon-ji se trouve sur l'île Chikubu dans la préfecture de Shiga au Japon. Il fait partie du complexe d'un temple situé sur l'île. C'est un temple bouddhiste consacré à la déesse Benzaiten. Il aurait été construit en 724 à la demande de l'empereur Shomu. Le temple a été reconstruit plusieurs fois au fil des ans, avec une reconstruction majeure vers 1602 par les fonctionnaires de la cour japonaise Toyotomi Hideyori et Toyotomi Hideyoshi. L'architecture du temple semble être de style Amida. La porte du temple est à l'origine celle du sanctuaire Toyokuni à Kyoto, mais a été déplacée à l'île Chikubu pendant les travaux de rénovation en 1602. Les motifs sur la porte du temple présentent des caractéristiques qui rappellent l'époque Azuchi Momoyama.

## Importance de l'emplacement

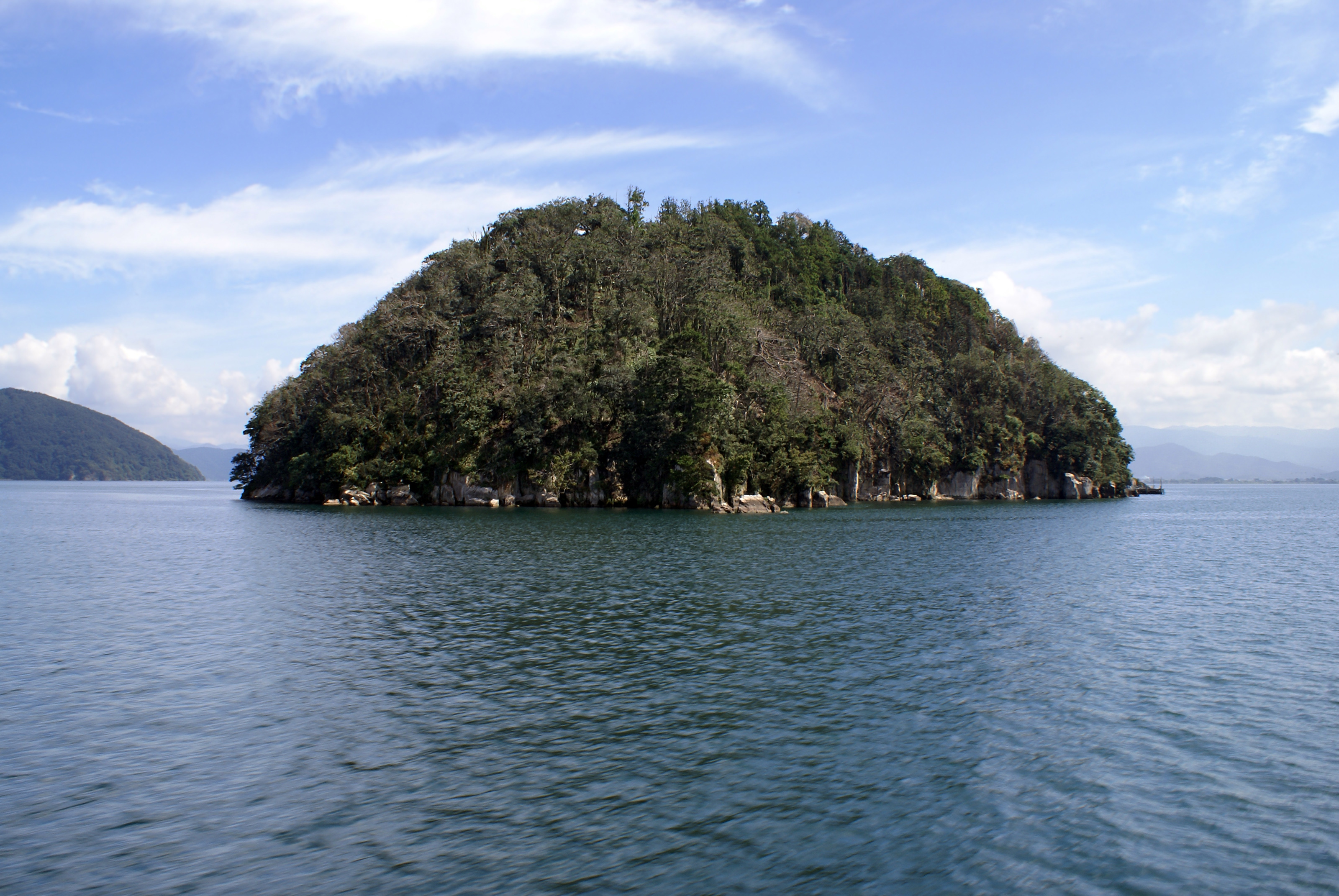
L'île Chikubu

La particularité du Hōgon-ji est d'être situé sur l'île Chikubu qui est supposée être l'un des endroits où aurait vécu la déesse Benzaiten, liée à l'eau, l'une des sept divinités du bonheur. 
Comme Benzaiten passe pour avoir vécu sur l'île depuis que celle-ci est apparue, la légende veut qu'un jour, Amaterasu Omikami, la déesse qui aurait construit le Japon, est apparue à l'empereur régnant Shomu et lui a dit de construire des structures pour adorer Benzaiten. Ainsi sont construits en 724, le complexe du temple qui comprend le Hōgon-ji et le bâtiment Tsukubusuma voisin. Avec le sanctuaire Enoshima dans la région de Kantō et le Itsukushima-jinja dans la région de Chūgoku, le Hōgon-ji compte parmi les trois grands sanctuaires consacrés à la déesse Benzaiten. La région du lac Biwa et les montagnes environnantes sont mentionnées à plusieurs reprises dans le célèbre récit Le Dit du Genji.

## Importance de la religion
L'empereur Shomu qui fait construire le temple est un pratiquant du Bouddhisme. Cela est important en ce que le Hōgon-ji est construit en l'honneur de la déesse Benzaiten, adaptation japonaise de la déesse indienne Sarasvati, qui est la déesse de l'éloquence, de l'apprentissage, de la prouesse militaire et qui est aussi une  musicienne. Le temple d'origine ayant été reconstruit en 1602, il n'existe plus de documentation montrant ce à quoi il ressemblait réellement. Cependant, le Hōgon-ji reconstruit reproduit fidèlement les attributs architecturaux  d'un bâtiment Amida bouddhiste. Ceux-ci n'auraient cependant commencé à être construits que vers 1051. Il est donc évident que le style de l'architecture a changé avec la reconstruction
Le Hōgon-ji abrite des statues et une pagode miniature ainsi que des monuments commémoratifs dédiés à d'autres divinités. Il existe une statue d'Acala, divinité bouddhiste qui passe pour la protectrice du bouddhisme et qui aide tous les êtres en leur montrant la loi du Bouddha. Acala est presque toujours montré avec une expression sévère du visage, tenant une épée dans sa main droite et une corde dans sa main gauche et entouré par le feu. Cette statue faite d'une seule pièce de bois date du XIIe siècle environ. Les mandorla, c'est-à-dire le halo entourant tout le corps de flammes, sont peints et apparaissent très compliqués. À une époque, la statue entière peut avoir été recouverte de peinture. La musculature de la statue est très détaillée et légèrement arrondie et douce, un trait qui rappelle les œuvres d'art indiennes. En outre, la divinité semble être debout sur un rocher. Cette attitude sur un rocher est censée être un autre trait commun de l'iconographie d'Acala qui symbolise la sérénité qu'il transmet à ses disciples.

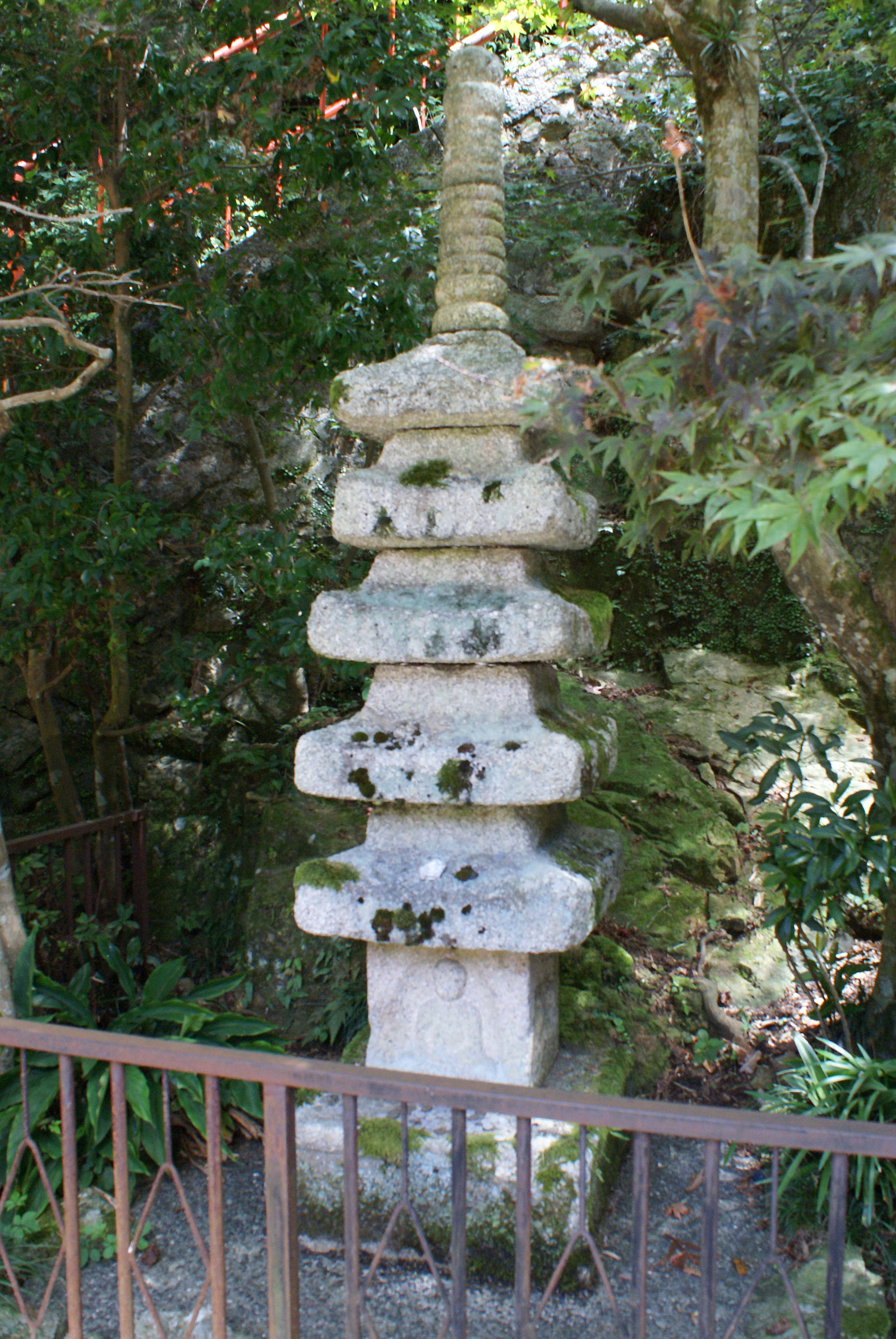
(ill. 2) La pagode en pierre

Il existe également une statue (voir ill. 3) d'une pagode miniature faite de pierres supposées provenir du célèbre mont Hiei. 
En raison de son origine particulière, c'est l'un des sept monuments de pierre comparables. Elle possède quatre étages et dispose d'une décoration en forme de parapluie à son sommet. Cette décoration en flèche est le symbole du Bouddha et de sa royauté. Par ailleurs, sur la tranche inférieure de chaque côté se trouve une image de Bouddha. Le style architectural de la pagode n'est pas sans rappeler le style de l'époque de Kamakura. Cela se voit à l'inclinaison croissante de la pente du toit de l'étage supérieur.
Il y a aussi au temple une sculpture de Benzaiten elle-même. Parmi les trois sculptures les plus célèbres de cette déesse au Japon, celle du Hōgon-ji est censée être la plus ancienne. En outre, chaque année, au cours du très important festival du lotus, une nouvelle sculpture de Benzaiten est faite et consacrée au Hōgon-ji. Cette représentation d'Uga Benzaiten qui date d'environ 1614 (voir ill. 3) est un exemple de ces sculptures. Celle-ci, peinte en bois, fait approximativement 65 cm de haut.

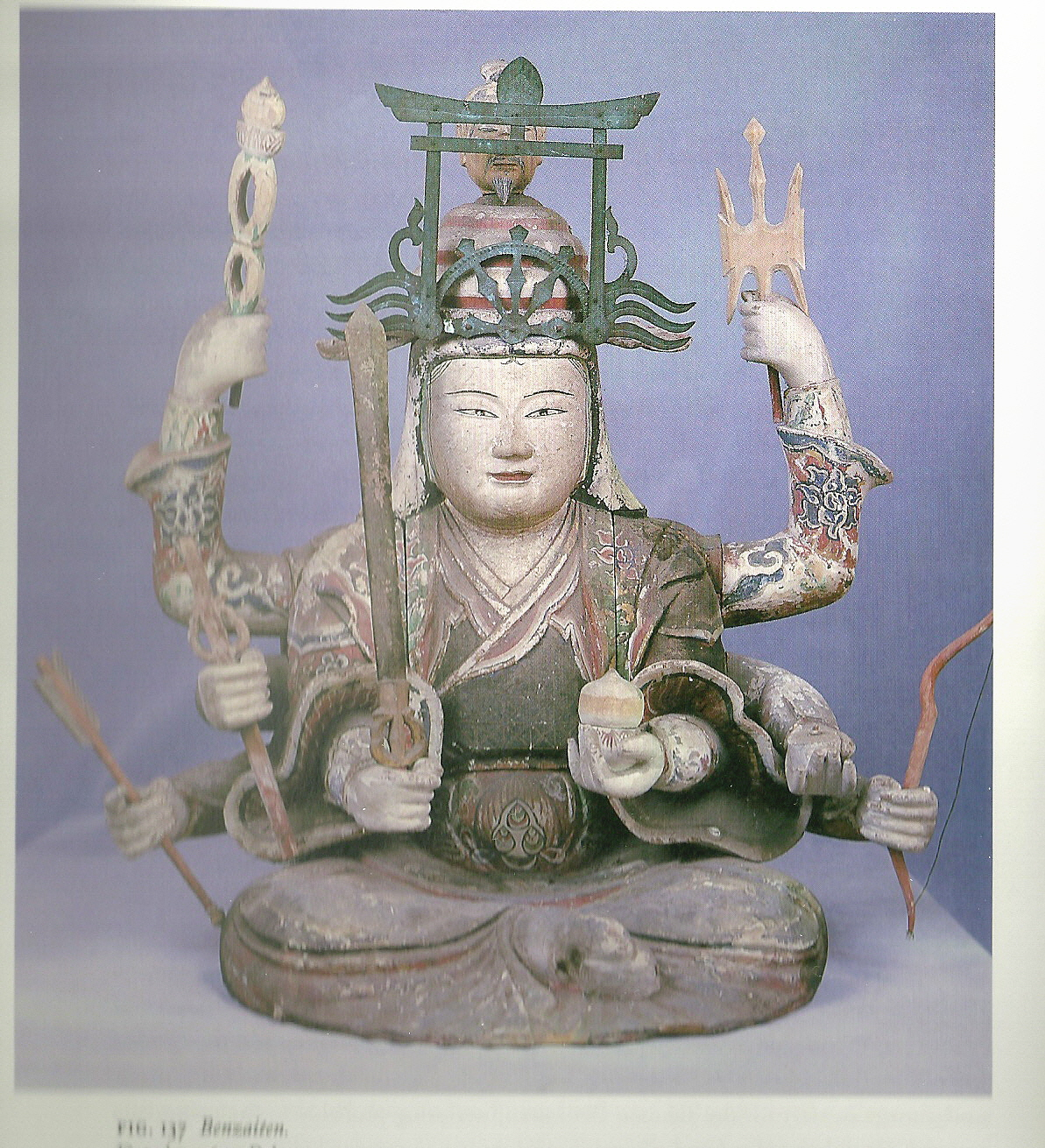
(ill. 3) Sculpture de Benzaiten

Uga Benzaiten est une représentation de Benzaiten qui souligne ses qualités martiales et sa puissance divine. Sur cette photo, Benzaiten est représentée avec huit bras, trait bouddhiste soulignant ainsi sa grandeur et sa divinité. Elle est représentée tenant plusieurs types d'armes comme un arc et une épée. Toutefois, au milieu de sa main droite, elle tient une clef. celle-ci, avec le bijou magique qu'elle tient dans sa main gauche, sont des symboles de ses capacités à apporter la bonne fortune. Elle porte sur la tête un torii en guise de couronne, avec une figure a corps de serpent et tête de vieil homme. Les lignes de la sculpture sont très sinueuses, arrondies et paraissent plus douces. Pourtant, comme la sculpture est faite de bois, Benzaiten semble très raide et exemplaire. En raison de ces traits stylistiques, la sculpture a probablement été influencée par l'iconographie bouddhique indienne.
Le Hōgon-ji fait également partie du circuit du pèlerinage de Kansai Kannon, aussi connu sous le nom « Saigoku Sanjūsan-sho », qui est un des nombreux pèlerinages bouddhistes japonais. Celui-ci est notamment dédié à Kannon, l'adaptation bouddhiste japonais des bodhisattva Guanyin et Avalokiteśvara. Kannon est principalement représentée sous 33 différentes formes et le pèlerinage compte par conséquent 33 temples. Au Japon, Kannon représentée sous la forme de « déesse de la Miséricorde » est particulièrement populaire. Le Hōgon-ji est le trentième des trente-trois temples de ce pèlerinage, connu comme le « pèlerinage des miracles » car chaque temple est lié d'une façon ou une autre à un miracle de Kannon. Le Kannonsho-ji par exemple, qui aurait été construit à la demande d'un triton, afin qu'il puisse adorer Kannon.

## Style architectural

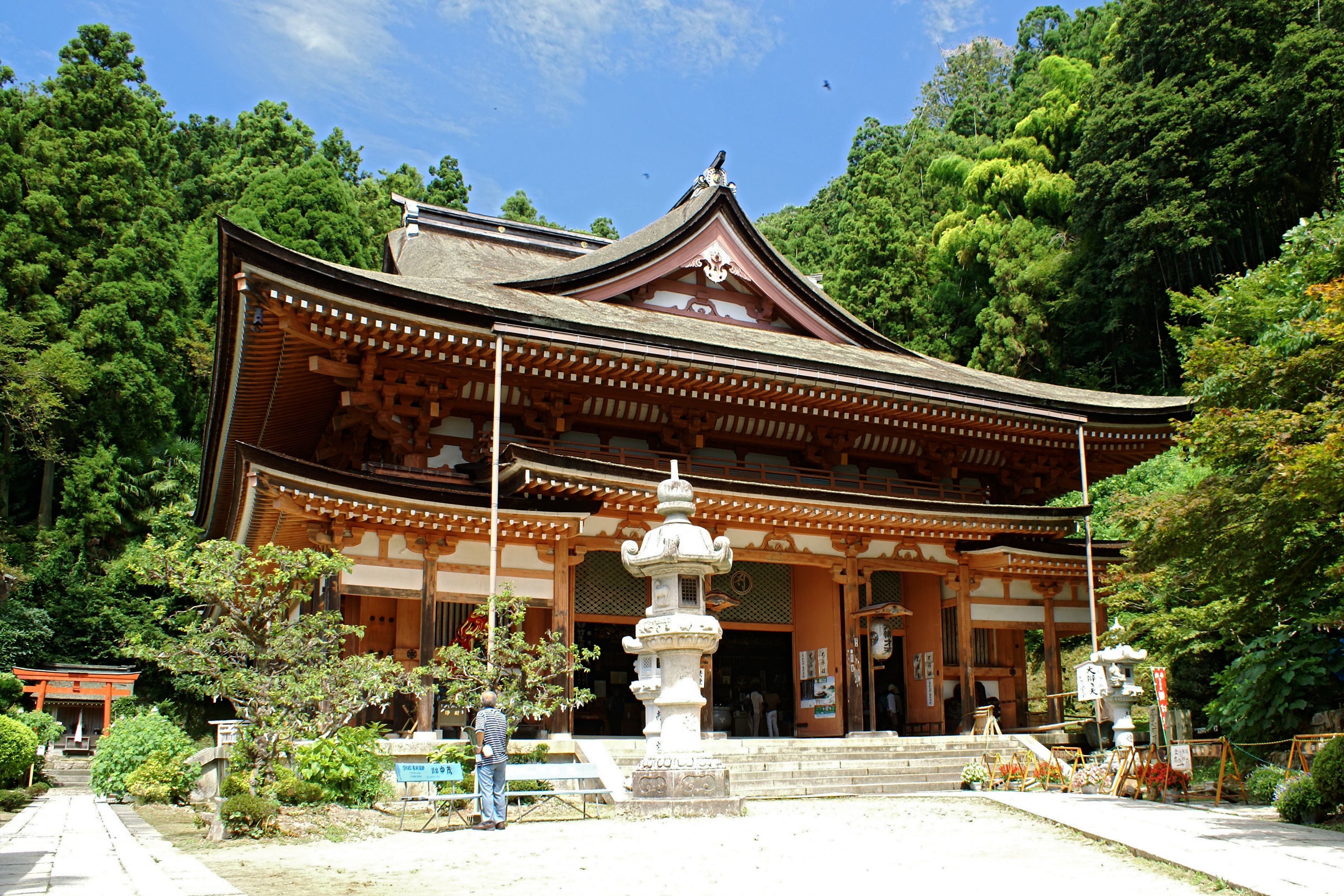
(ill. 4) Le Hōgon-ji

Le Hōgon-ji (voir ill. 4) tel qu'il est aujourd'hui rappelle les salles bouddhistes de style Amida et représente un bon exemple des emprunts traditionnels japonais à l'architecture chinoise. Cela se remarque par la caractéristique chinoise qui place le temple sur une plate-forme et non à même le sol. Cependant, bien le que le temple est posé sur une plate-forme surélevée, le bâtiment ne semble pas isolé et en retrait de son environnement comme paraissent l'être certaines structures chinoises, mais au contraire, les architectes japonais lui donnent l'apparence de flotter sur le terrain et intégré dans son environnement. Le fait que le Hōgon-ji a été construit en l'honneur de Benzaiten, déesse liée à la mer, explique sans doute pourquoi le temple paraît flotter sur le terrain et pourquoi les lignes fluides de l'architecture sont importantes.
D'évidence le temple emploie le style traditionnel chinois et japonais des poteaux et des linteaux, ce qui se remarque avec les colonnes verticales qui supportent des poutres horizontales. La façade du temple compte trois baies, qui sont des sections en architecture japonaise, le terme « baie » étant l'adaptation occidentale du terme japonais « ken » : une baie sur le côté gauche des portes, la baie avec les trois portes, et la baie sur le côté droit des portes. Au sommet des colonnes en bois verticales à l'avant du temple se trouvent les typiques complexes supports 3-x-1. Ce sont ces complexes système de soutien qui supportent les poutres horizontales au-dessus d'eux. L'avant-toit en trois parties sur la façade du temple est un trait stylistique des bâtiments Amida. La section centrale de l'extérieur du temple donne l'impression que le temple possède plus d'un étage; Cependant, en raison du style de salles Amida, il est fort probable qu'il s'agisse d'un mokoshi, qui est un espace entre les chevrons architecturaux qui semble accorder à une structure plus d'étages qu'elle n'en possède en réalité. Les mokoshis confèrent également aux bâtiments l'apparence de posséder un toit au-dessus d'un autre. On remarque les complexes supports à trois crans qui soutiennent le véritable toit.

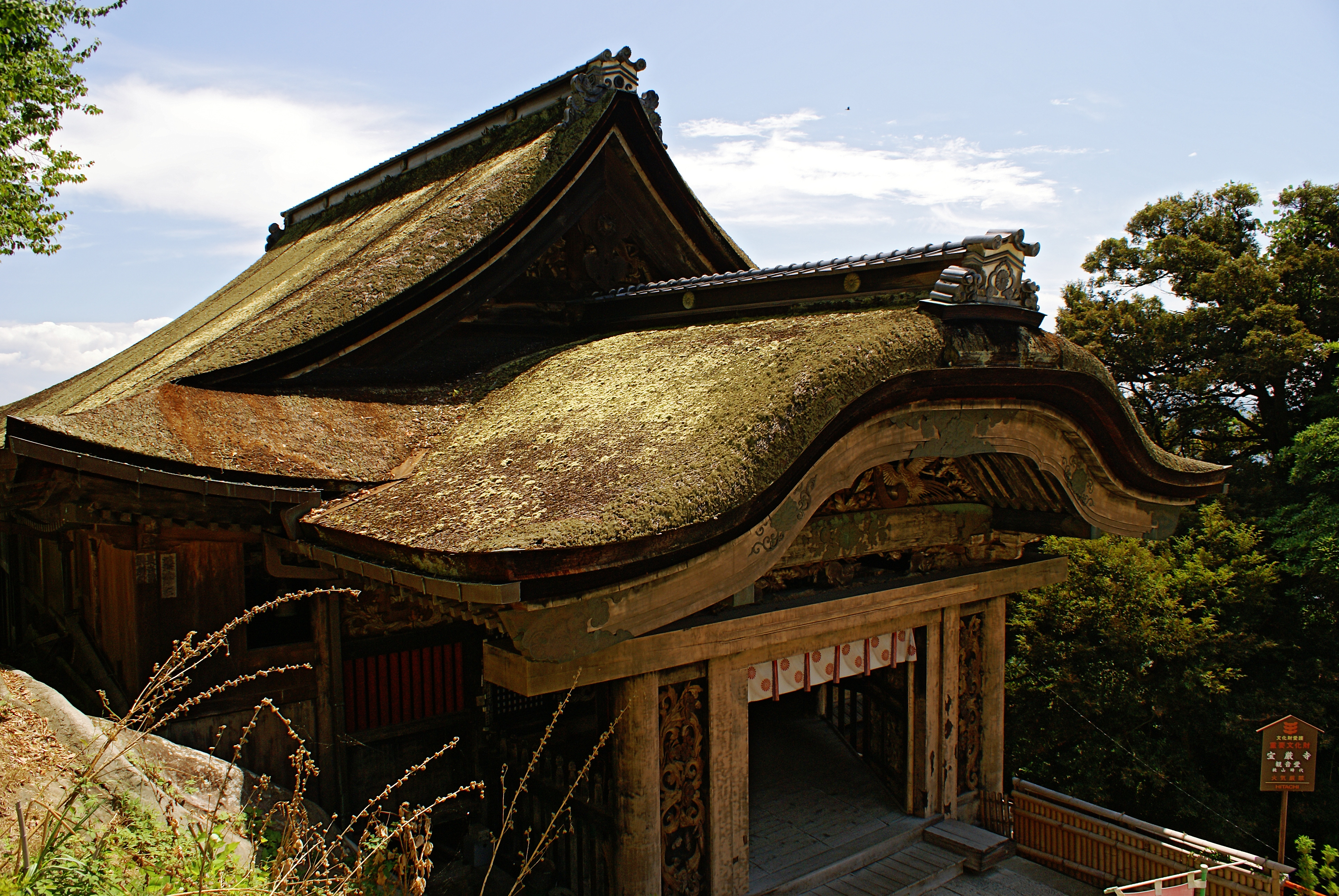
La porte Tang derrière le Kannon est désignée trésor national

Ces complexes chevalets sont composés de trois supports 3-x-1 paraissant empilés les uns sur les autres, chaque support 3-x-1 supportant une poutre de plafond. Les extrémités de ces poutres font saillie du bâtiment de façon décorative dans les angles du véritable toit. Ce système de fixation est une caractéristique très commune de l'architecture traditionnelle japonaise. Il est en outre établi que plus le système de fixation d'un bâtiment est complexe, plus important le bâtiment est censé être. Par conséquent, le Hōgon-ji doit avoir été particulièrement important si l'on considère son complexe système de soutiens à trois crans.

Les chevrons carrés volants qui s'étendent juste au bord de la face inférieure du toit véritable et des avant-toits sont une excellente idée qui accentuent à la fois la courbure des toits et ajoutent un élément naturel de simple décoration. Tel qu'il apparaît, le toit est en effet courbé, ce qui est un trait emprunté à l'architecture chinoise. Cependant, la courbure des toits chinois est beaucoup moins profonde que celle de leurs successeurs japonais. Comme il est manifeste sur la quatrième illustration, la courbure du véritable toit du temple est particulièrement marquée. En outre, l'angle vers le bas de la toiture proprement dite est assez raide. Cet angle sert très probablement à améliorer le ruissellement des eaux de pluie et symbolise les qualités apotropaïques. Il est en effet communément admis que les toits courbes éloignent les mauvais esprits car ceux-ci détestent les courbes et peuvent tomber du toit en raison de ses angles très forts. Ainsi, les toits courbes sont très couramment utilisés dans les architectures chinoise et japonaise. L'enfoncement en charge à la fois dans l'avant-toit et le toit véritable est un trait qui rappelle l'architecture chinoise. Pourtant, les coins de toit retournés vers le haut sont un trait typiquement japonais qui ne se rencontre pas dans l'architecture japonaise avant l'époque de Heian. Le temple possède ce qu'on appelle un hogyō, toit pyramidal qui converge en un point central. Les crêtes courant le long des courbes au sommet du toit réel s'observent aussi fréquemment dans les architectures chinoise et japonaise. Dans l'ensemble, l'architecture du temple est très simple et sans décor par rapport à certains des temples plus ornés. Cela peut être parce que le temple est bouddhiste et, par conséquent, ses mécènes tiennent à l'idée de modération dans la vie. Pourtant, en raison de sa simplicité, il est très élégant, fluide et naturel dans son environnement.

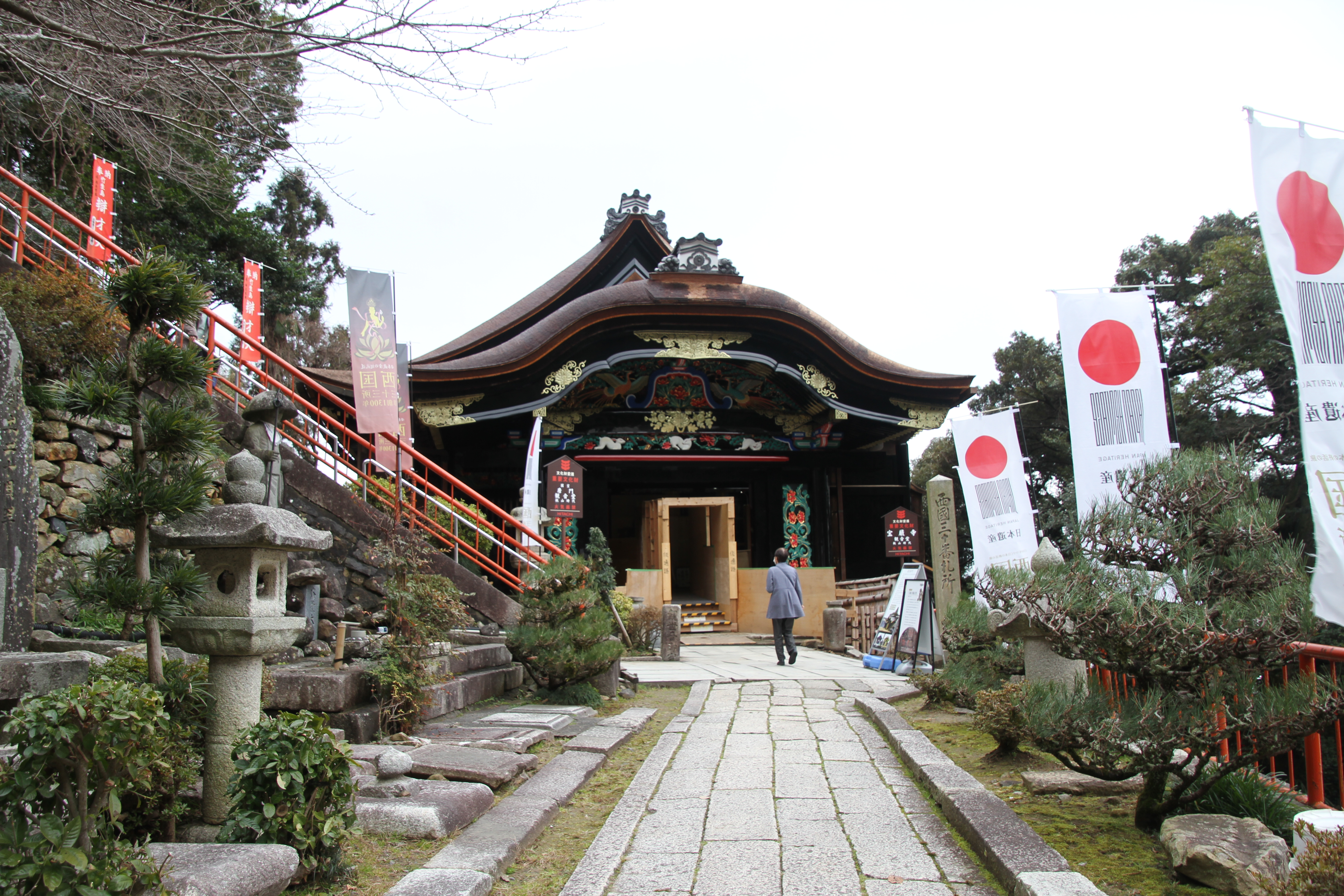
Accès à la porte
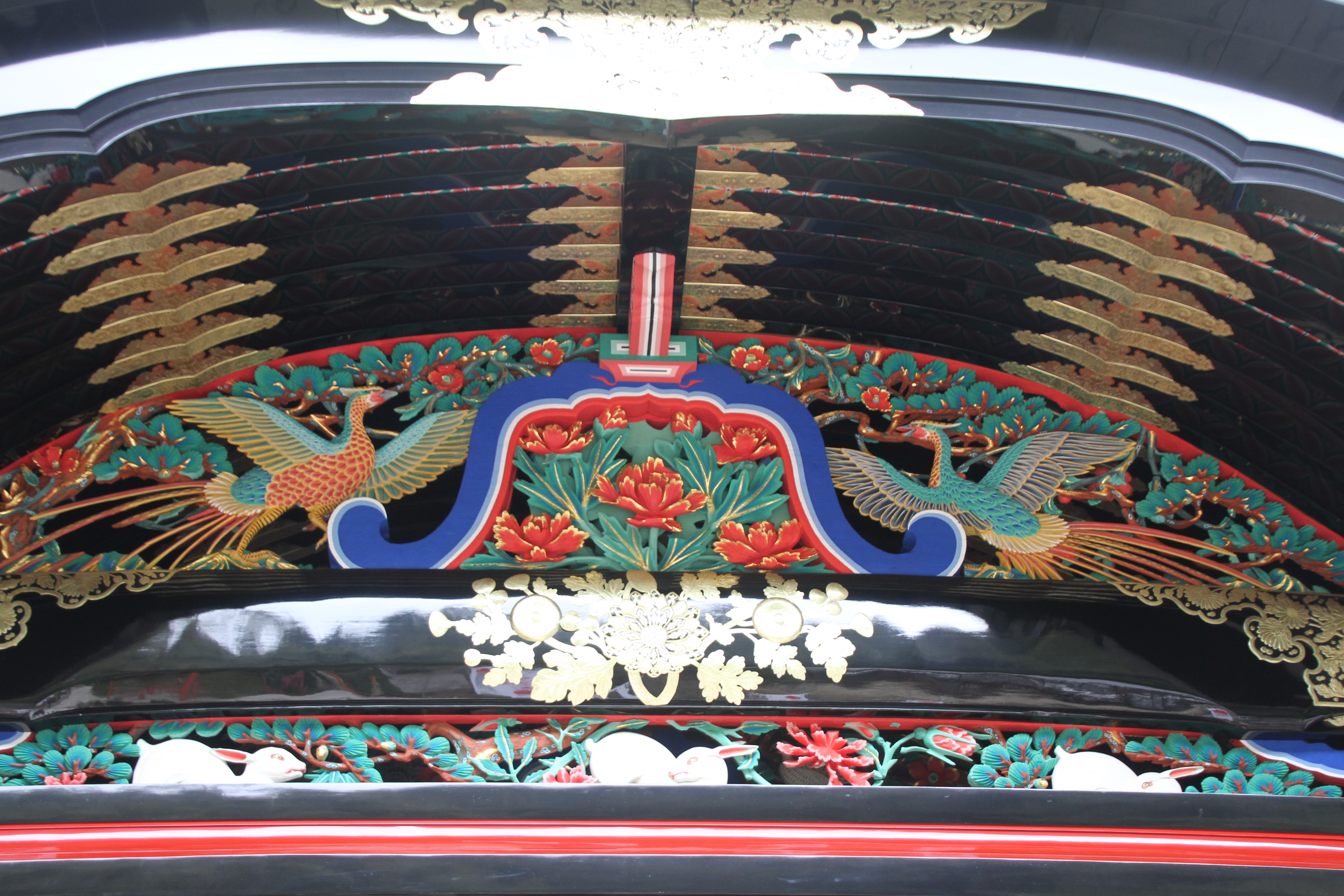
Détail du porche
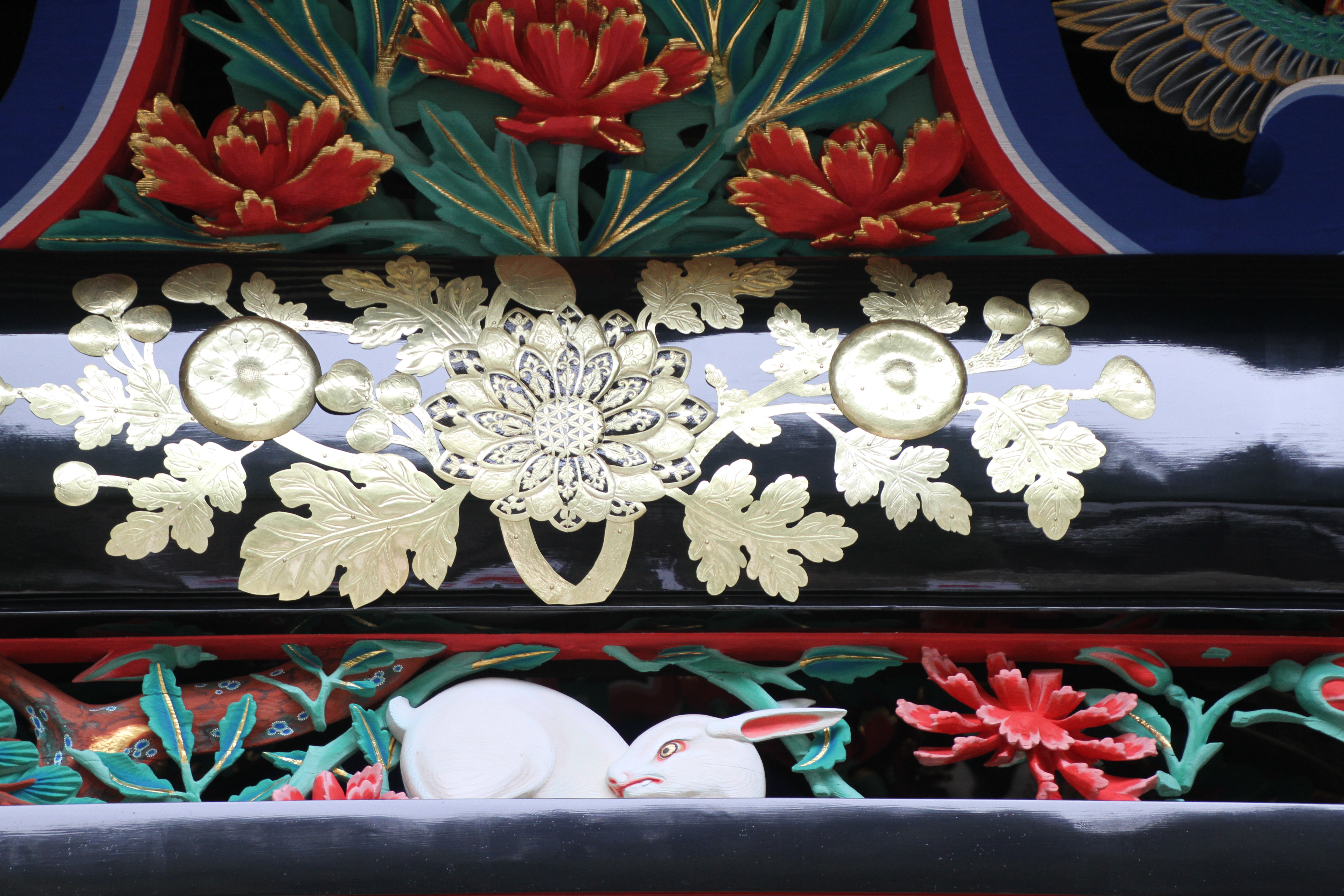
Gros plan sur le décor.
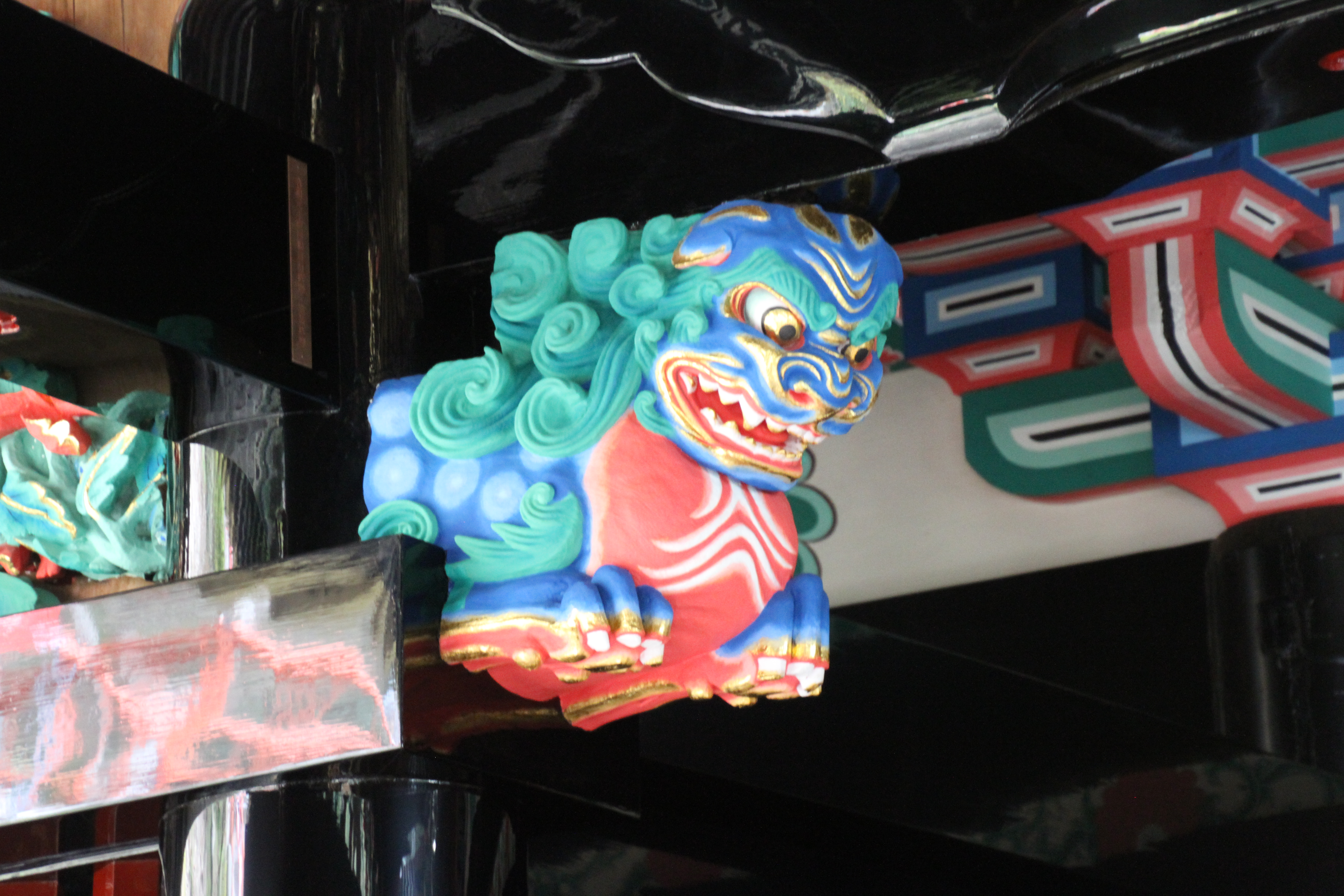
Komainu

## Porte du Hōgon-ji

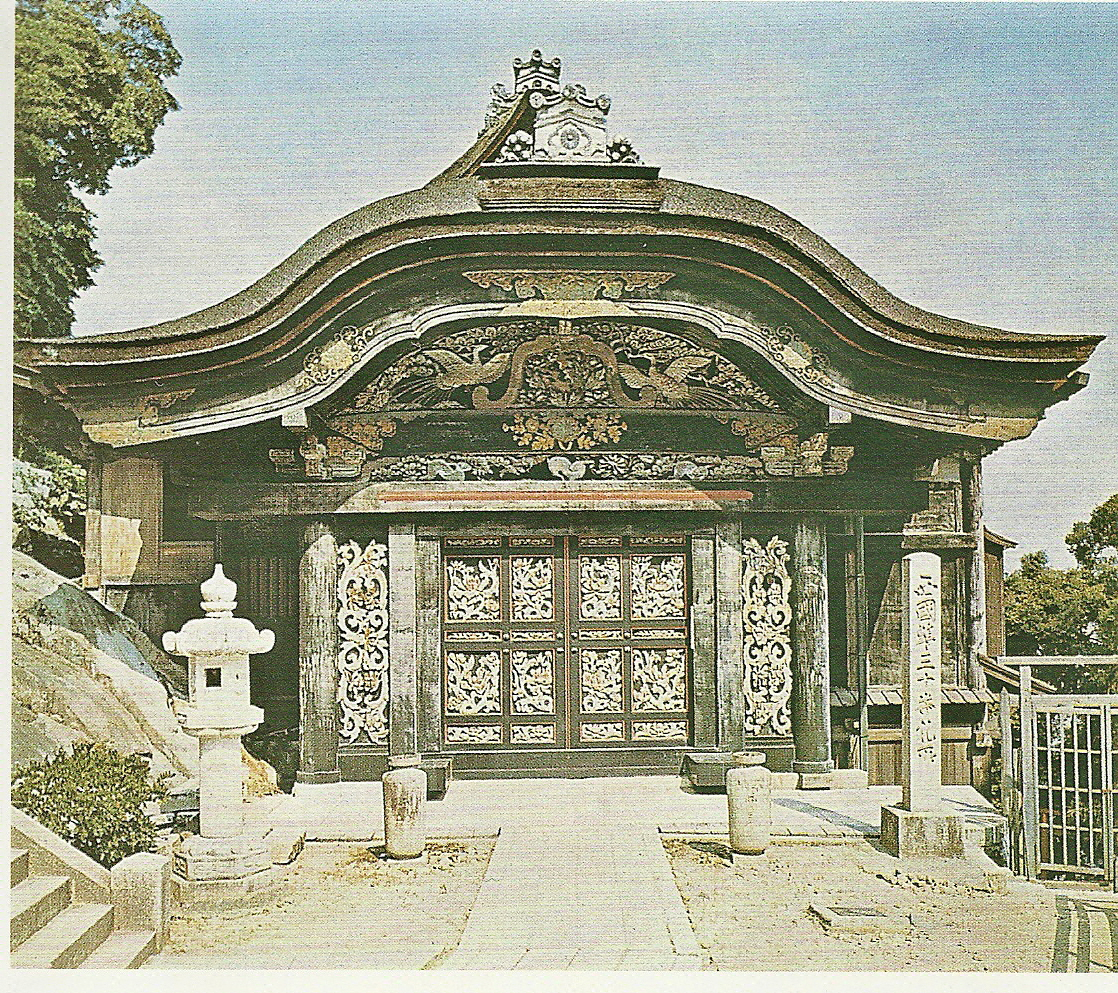
(ill. 5) Porte du karamon

Le karamon (porte) du Hōgon-ji est installé à son emplacement actuel lors de la rénovation du temple en 1602 (voir ill. 5). 
Il appartient à l'origine au sanctuaire Toyokuni de Kyoto, consacré à Toyotomi Hideyoshi. La porte elle-même est un excellent exemple d'art de l'époque Azuchi Momoyama, connu pour sa décoration étendue et ses couleurs éclatantes, même si l'architecture de la porte est plus chinoise que japonaise. La présence de l'iconographie bouddhique dans les illustrations de la porte est importante. Une caractéristique de l'architecture chinoise du karamon est l'usage déjà mentionné du style poteau-linteau. Par ailleurs, la structure utilise les complexes supports ordinaires 3-en-1 qui assemblent la porte et le toit de la porte. Celle-ci dispose d'un karahafu, ou « toit à pignon chinois ». L'illustration 5 montre que la porte a une courbure du toit unique qui est de style typiquement chinois. La porte est richement décorée de sculptures en bois, d'ornements métalliques, de polychromes et de formes sculpturales. Le toit est richement paré de tuiles décorées qui couvrent les arêtes au sommet du toit (voir ill. 6).

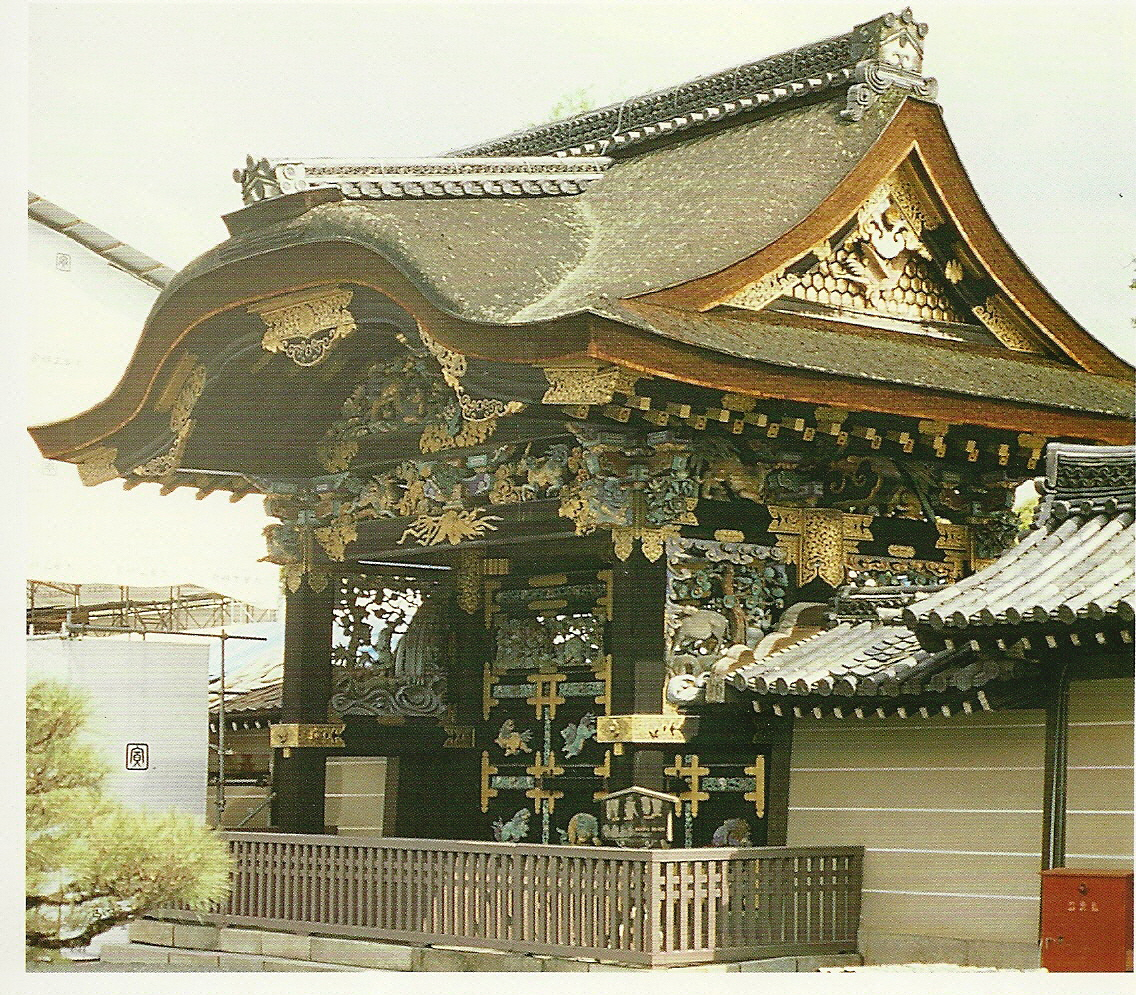
(ill. 6) Porte du karamon

Les tuiles rondes portent l'image d'une fleur en forme de roue, la roue étant importante car elle est un symbole du dharma qui signifie la loi bouddhique, la cosmologie et le cycle de la réincarnation. Il y a une brillante volute florale en or sur les poutres des avant-toits, en haut des portes et sur les différentes articulations du karamon. Peintures et gravures de fleurs sont largement utilisées dans la décoration d'ensemble de la porte dont tout un côté est couvert de sculptures en bois de pivoines. En outre, une figure sculptée d'un brillant phénix doré et des décorations de nuages se trouvent dans l'espace triangulaire sur le côté du toit. Les phénix sont aussi une décoration populaire pour cette porte. Non seulement y a-t-il des phénix vu sur le côté du toit, mais il s'en trouve également dans la partie supérieure de la porte sur le premier côté (voir ill. 5). Les phénix ne sont pas les seules créatures mythologiques représentées dans les décorations de cette porte. Sur le deuxième côté du karamon, au-dessus de la porte sur la gauche apparaît un dragon et au-dessus de la porte sur la droite se montre une figure semblable à un cheval (voir ill. 7).

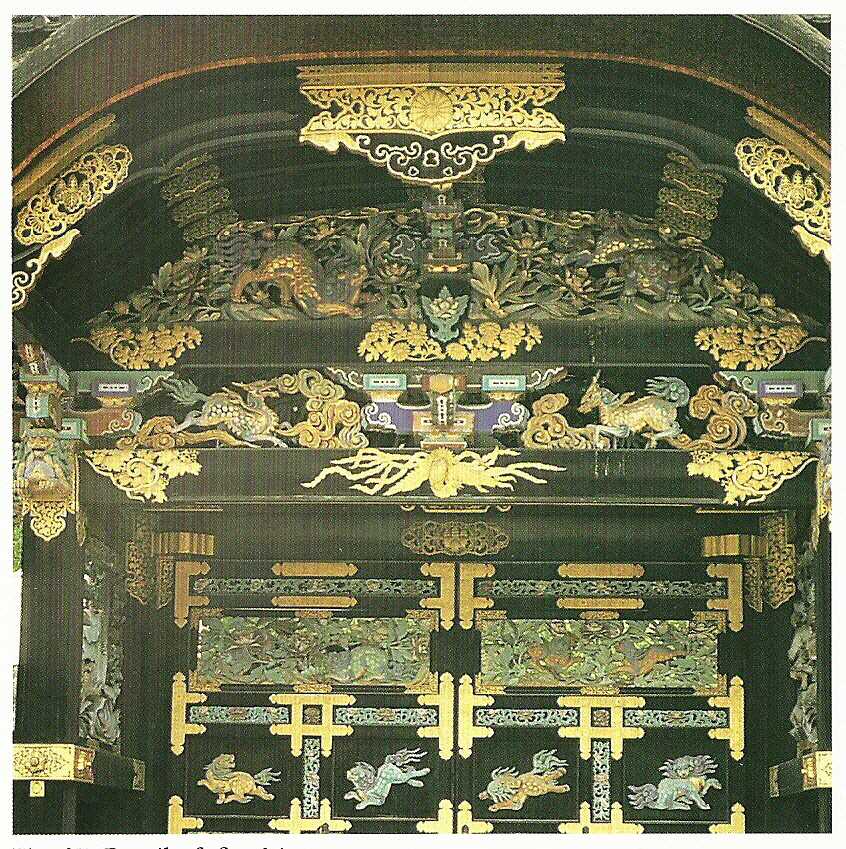
(ill. 7) Vue détaillée du deuxième côté

Sur le complexe support du montant de la porte gauche apparaît la tête d'un chien-lion japonais. Les komainu sont aussi peints sur chacun des panneaux des portes du deuxième côté. Ces chiens-lions sont chose courante près des temples et des sanctuaires japonais parce qu'ils sont considérés comme apotropaïques et ont la réputation d'éloigner les mauvais esprits. Ils sont le plus souvent vus en couples, représentant la dualité de la vie. Ils sont d'origine bouddhiste parce que leur image provient du lion qui est un symbole de Bouddha. Les peintures de ces chiens-lions sur les portes du deuxième côté sont très colorées, chaque chien étant un peu différent des autres. On remarque par ailleurs que les chiens vont par paires, à deux dans une rangée près d'une porte, et deux en une rangée près de l'autre porte. La quantité de la décoration et la vitalité des couleurs utilisées sur le karamon semblent être une antithèse complète du Hōgon-ji lui-même. Par les différences de style, d'architecture et de décoration, il est évident que la porte ne fait pas partie du complexe du temple original.

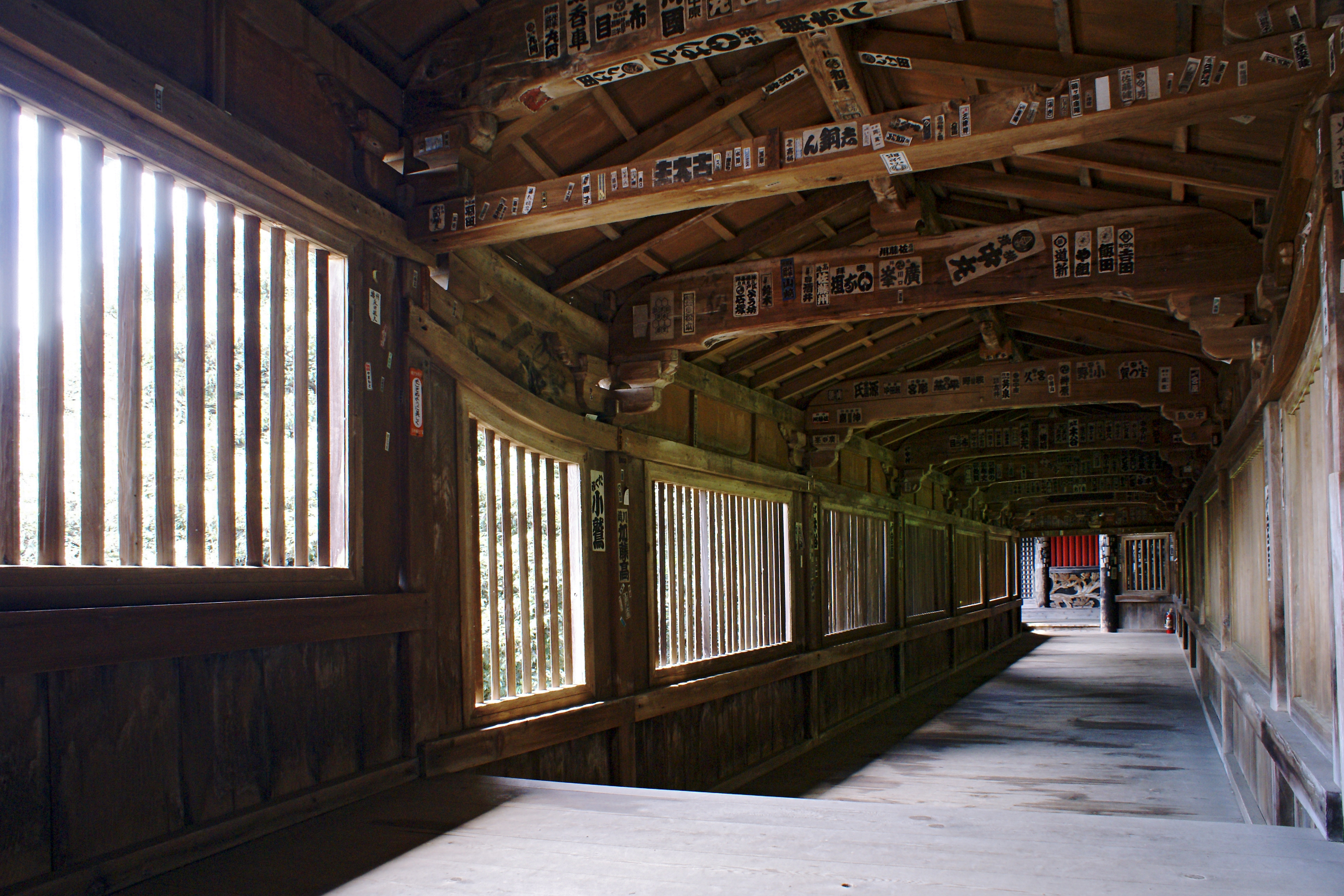
(ill. 8). Le couloir Funa

Du karamon part le couloir à découvert Funa qui mène à un autre sanctuaire sur l'île, le Tsukubusuma (voir ill. 8). 
Le couloir Funa a ceci de particulier qu'il est construit avec le bois du « Nihonmaru », le navire de Toyotomi Hideyoshi.

## Pagode du Hōgon-ji

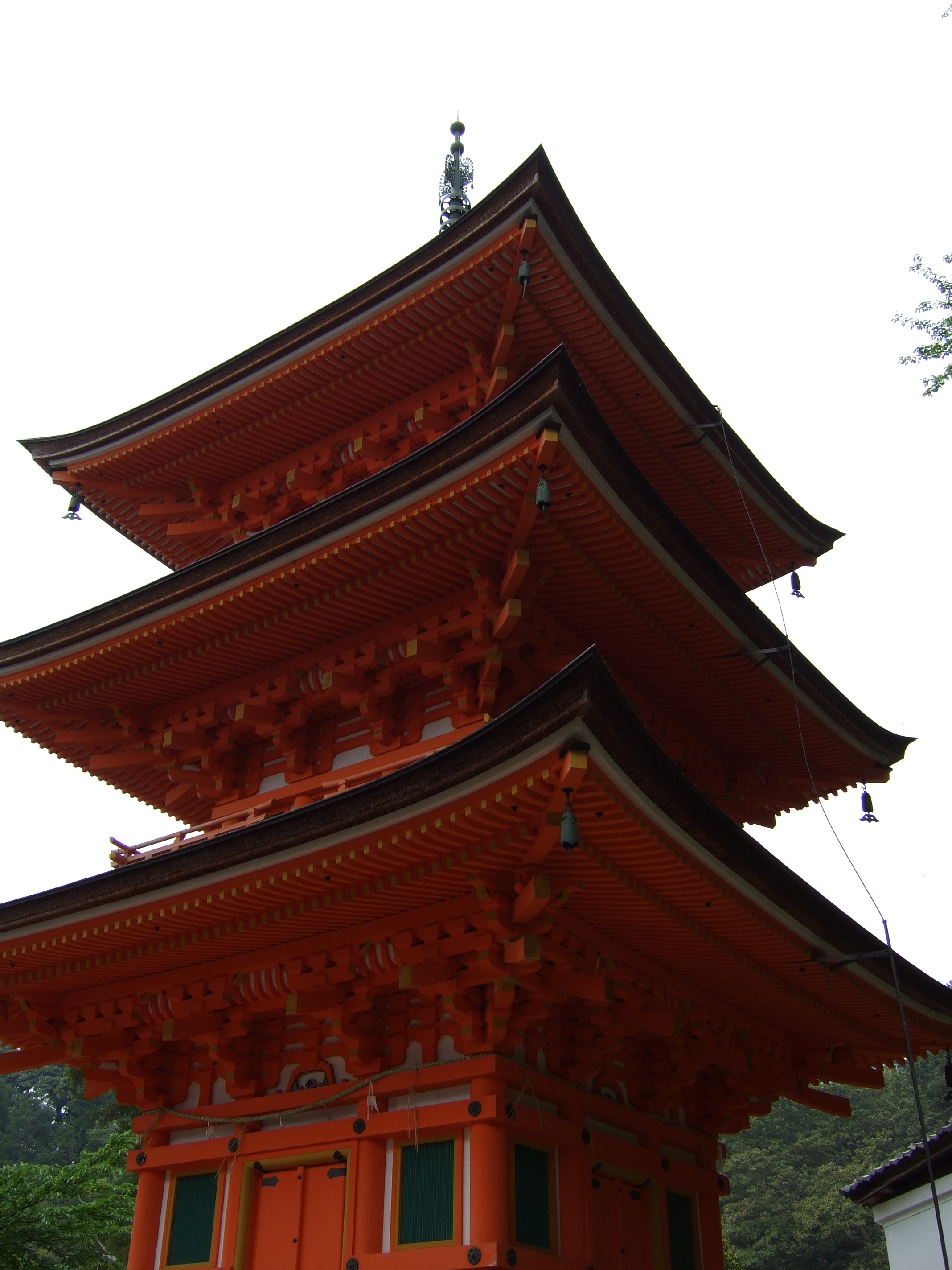
(ill. 9) La pagode du Hōgon-ji

En haut d'un escalier partant du Hōgon-ji se trouve la pagode du complexe du temple (voir ill. 9). Elle est détruite par un incendie au début de l'époque d'Edo puis reconstruite d'après son plan original. Elle compte deux étages et rappelle le style traditionnel de pagode de l'architecture japonaise. Elle est de couleur orange et rouge comme il est accoutumé et relève du traditionnel style poteaux et linteaux déjà rencontré. Elle dispose de complexes soutiens à trois crans. Elle se compose de trois baies et d'un noyau central qui s'étend sur toute la hauteur de la structure qui se termine par un sōrin. Le pilier central indique la proximité des pagodes avec les stūpas indiens en ce que ces deux types de structures partagent cette commune caractéristique architecturale.
Le sōrin sur le sommet est un symbole du Bouddha en ce qu'il représente un parapluie. Un parapluie est important car il est le symbole de la lignée royale du Bouddha historique et de son prestige. Les pagodes sont en général une adaptation japonaise du stūpa indien. Cela est confirmé par le fait que les pagodes sont conçues pour induire la méditation, à la circumambulation et passent pour conserver une relique de Bouddha. Cette pagode possède deux principales caractéristiques apotropaïques. L'une est évidemment son toit incurvé. L'autre caractéristique est représentée par les cloches suspendues aux coins des toits et qui sont censées effrayer les mauvais esprits. Dans l'ensemble, l'architecture de cet édifice semble beaucoup plus décorée que celle du Hōgon-ji dans son utilisation complexe de poutres se croisant à l'extérieur à titre décoratif.

## Maison du trésor du Hōgon-ji
À côté de la pagode du complexe de temple se trouve la maison du trésor dans laquelle conservés plusieurs objets importants relatifs à l'histoire du temple. Ces artefacts comprennent, des pipes, des masques nō, des épées, des Bouddhas et des tapisseries. L'une d'entre elles représente Benzaiten avec seulement deux bras et un biwa, c'est-à-dire un luth japonais. Cette forme qui souligne ses talents musicaux est très populaire dans l'art japonais. Une auréole autour de sa tête met en valeur sa nature divine. Ses robes paraissent très douces en raison des lignes courbes utilisées. Cette image est beaucoup plus proche de l'iconographie japonaise des divinités que de celle de l'iconographie indienne parce que le personnage apparaît vivant et doux, et non comme un être sévère, raide et intouchable. Une autre preuve en est le fait que les lignes utilisées ne sont pas géométrique, ce qui est un trait commun dans l'iconographie indienne des divinités.

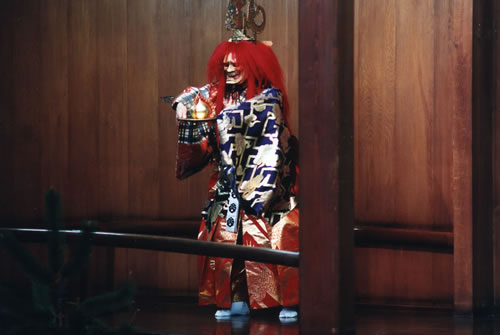
(ill. 11) Acteur nō portant un masque.

Les masques nō portés par les acteurs dans ce type de théâtre (voir ill. 11) sont particulièrement pertinents pour l'histoire du temple en ce que la fameuse pièce du théâtre nō « Chikubushima » se déroule sur cette île Chikubu avec la déesse Benzaiten pour héroïne. La pièce suit le voyage d'un fonctionnaire de la cour vers l'île Chikubu lors de son pèlerinage pour y rendre hommage à la divinité. Il arrive dans l'île sur un bateau de pêche d'un vieux couple ce qui lui donne l'occasion d'apprendre à juger les gens car il s'avère effectivement que la vieille femme est Benzaiten, et le vieil homme le dieu dragon du lac Biwa. La pièce se termine enfin avec Benzaiten et le dieu dragon qui retournent dans leurs demeures divines après avoir tous deux exécuté de merveilleuses danses.

## Galerie d'images

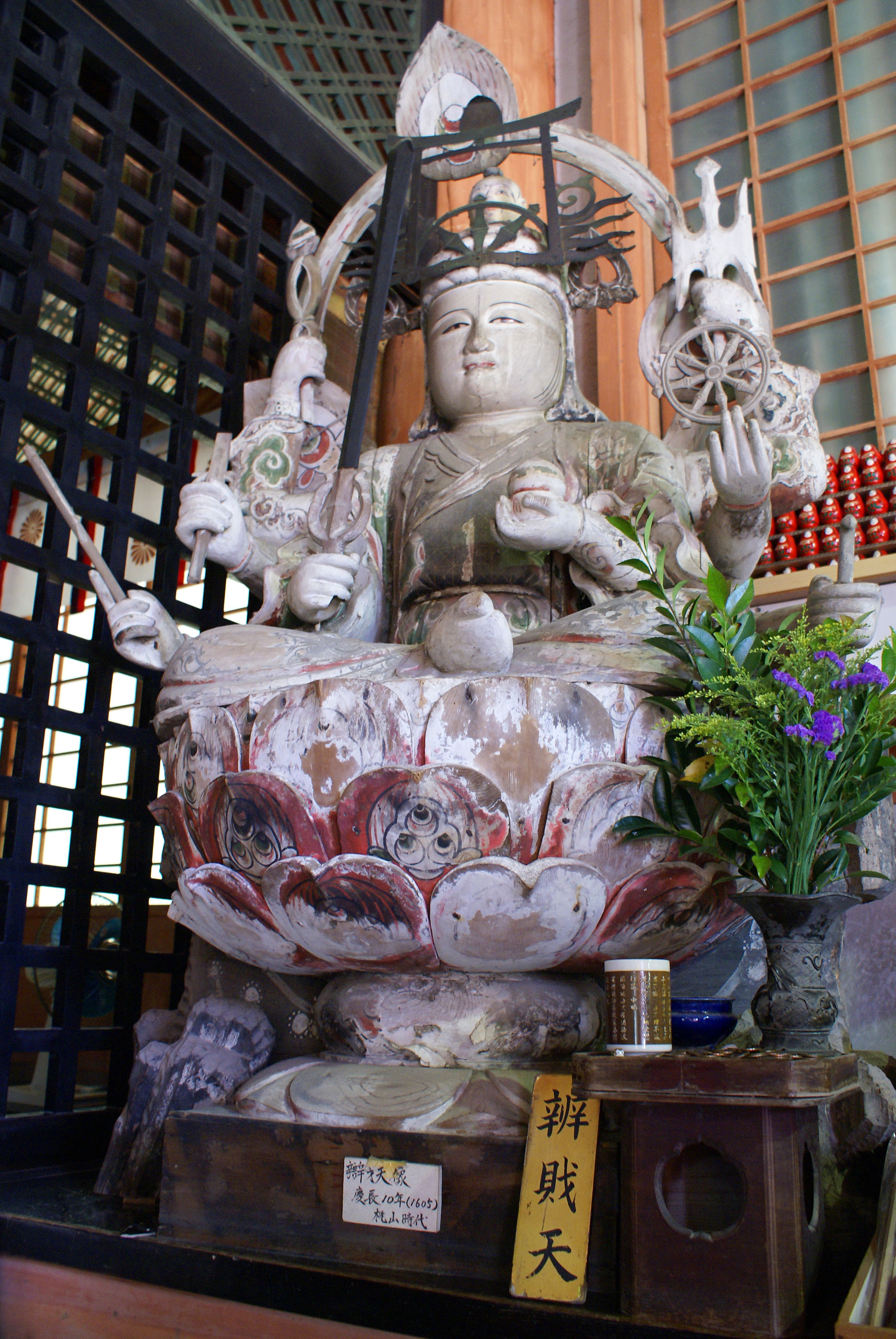
Statue de Benzaiten
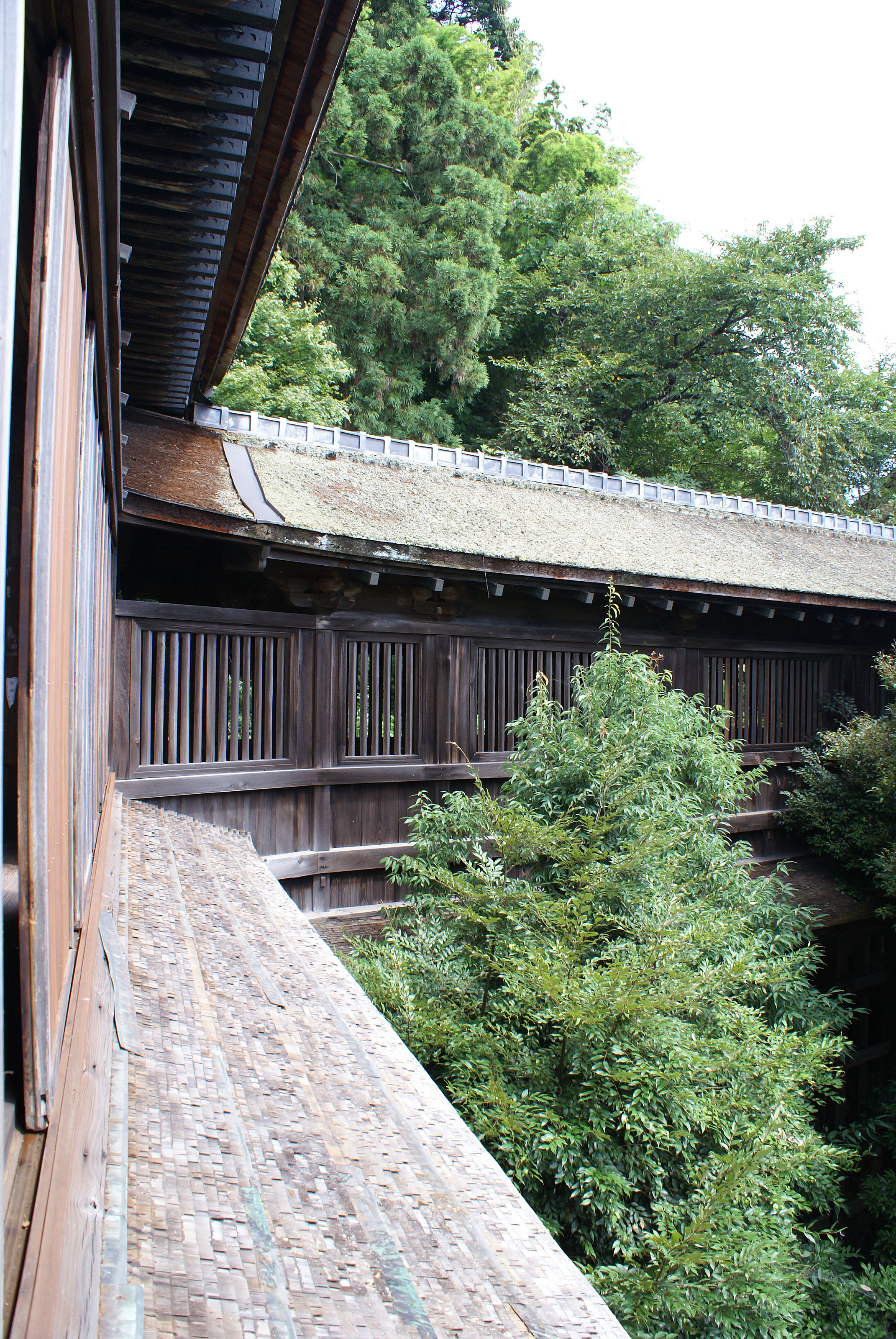
Couloir donnant sur le bateau de Kannon
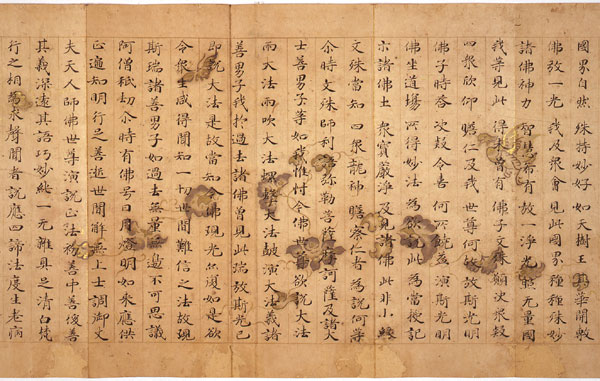
Manuscrit du « Chikubushima »
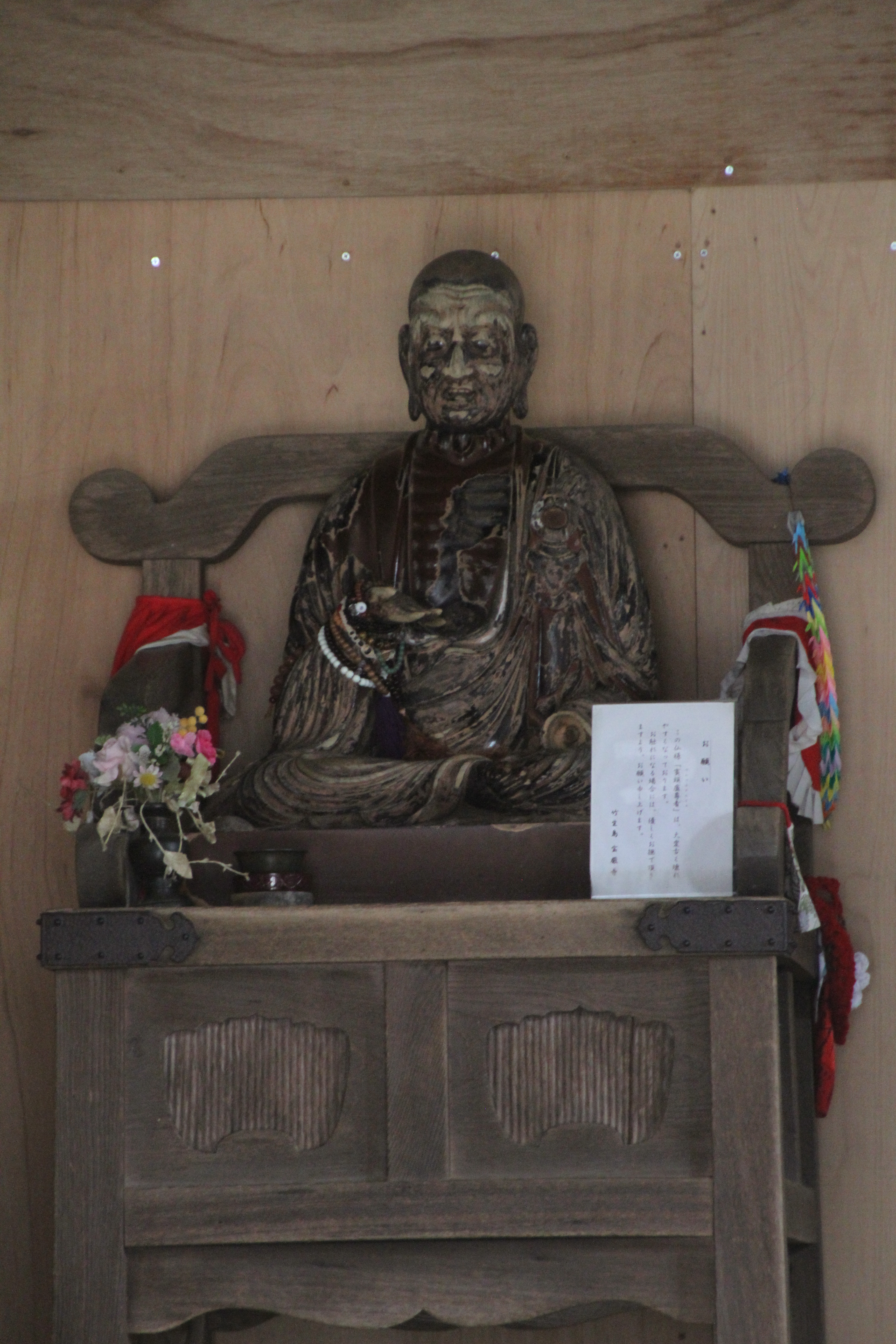
Statue de moine vénéré

## Source de la traduction
- (en) Cet article est partiellement ou en totalité issu de l’article de Wikipédia en anglais intitulé « Hogon-ji Temple » (voir la liste des auteurs).